# Kuybyshev (ort i Azerbajdzjan)
Kuybyshev (azerbajdzjanska: Ölcələr, Kuybışev) är en ort i Azerbajdzjan.   Den ligger i distriktet İmişli Rayonu, i den centrala delen av landet, 170 km väster om huvudstaden Baku. Antalet invånare är 498.
Terrängen runt Kuybyshev är mycket platt. Närmaste större samhälle är Imishli, 7,4 km norr om Kuybyshev. 
Trakten runt Kuybyshev består till största delen av jordbruksmark. Runt Kuybyshev är det ganska tätbefolkat, med 58 invånare per kvadratkilometer.